# Entomacrodus niuafoouensis
Entomacrodus niuafoouensis är en fiskart som först beskrevs av Fowler 1932.  Entomacrodus niuafoouensis ingår i släktet Entomacrodus och familjen Blenniidae. Inga underarter finns listade i Catalogue of Life.